# Klemens Pleyer
Klemens Pleyer (* 17. Juli 1921 in Pilsen, Tschechoslowakei; † 21. August 2000 in Köln) war ein deutscher Rechtswissenschaftler (Privatrecht).

## Leben
Pleyers Eltern waren der Ingenieur Alois Pleyer und dessen Ehefrau Ella geb. Schaerf. Er ist ein Verwandter von Wilhelm Pleyer und Kleo Pleyer. Klemens Pleyer besuchte die Volksschule und das Realgymnasium seiner Heimatstadt. Seit 1925 war er Mitglied im Deutschen Turnerverband unter Konrad Henlein. Nach der Reifeprüfung 1940 meldete er sich zur Wehrmacht.
Er war von September 1939 bis Februar 1940 im Dienst verschiedener SS-Einsatzkommandos. Dieses Faktum und den genauen Einsatzort hat Pleyer zu Lebzeiten nie angegeben. Im Oktober 1941 wurde er vor Kaluga in Russland an den Beinen schwer verwundet. Ab 1942 hat er eine Laufbahn im leitenden Dienst der Sicherheitspolizei und des Sicherheitsdienst des Reichsführers SS (SD) der SS angetreten. In der Wehrmacht nahm er zuletzt den Dienstgrad eines Leutnants ein.
Im Rahmen einer Beurlaubung konnte er im Zweiten Weltkrieg im Wintersemester 1942/43 ein Semester Rechtswissenschaft an der Reichsuniversität Straßburg studieren. Nach dem Ende des Zweiten Weltkrieges setzte er sein Studium an der Philipps-Universität Marburg fort. Dort legte er 1948 die erste juristische Staatsprüfung ab. Die zweite juristische Staatsprüfung folgte 1952 in Frankfurt am Main. 1953 wurde er in Marburg mit einer Arbeit über die Vermögens- und Personalverwaltung der deutschen Universitäten zum Dr. iur. promoviert. Drei Jahre später habilitierte er sich bei  Rudolf Reinhardt für Bürgerliches Recht, Handelsrecht, Arbeitsrecht und Zivilprozessrecht.
1957 wurde Pleyer auf den Lehrstuhl für Rechtswissenschaft an die TH Darmstadt berufen. Bereits drei Jahre später wechselte er an die Universität Mannheim. 1962 folgte er einem Ruf  auf den Lehrstuhl für Bürgerliches, Handels- und Arbeitsrecht an der Johannes Gutenberg-Universität Mainz. 1966 ging er an die Freie Universität Berlin. Diese verließ er als Dekan im Streit, da seiner Meinung nach Störungen und Gewalt während der Studentenunruhen und der Umgang der Universitätsleitung damit Forschung und Lehre nicht mehr zuließen. 1969 übernahm er den Lehrstuhl für Bürgerliches Recht und Handelsrecht in Köln. Hier lehrte er bis zu seiner Emeritierung. In Köln war er bis 1986 zugleich geschäftsführender Direktor der Abteilung Bankrecht im Institut für Bankwirtschaft und Bankrecht. Sein Nachfolger war Norbert Horn. Dem Institut blieb er bis zu seinem Tod als Director emeritus verbunden. Neben dem Bankrecht beschäftigte er sich vor allem mit dem Recht der DDR und der neuen Bundesländer.
Pleyer war von 1958 bis 1960 Dekan an der damaligen Fakultät für Kultur- und Staatswissenschaften an der TH Darmstadt, 1968/69 Dekan der Juristischen Fakultät der FU Berlin und 1973/74 Dekan der Rechtswissenschaftlichen Fakultät zu Köln.
Pleyer war seit den 1940er Jahren mit Otti geb. Böttner (1920–1986) verheiratet.

## Pleyer-Stiftungen
Testamentarisch hatte Klemens Pleyer am 14. August 1986 verfügt, dass an verschiedenen Hochschulorten, an denen er nach 1945 tätig war, jeweils eine Klemens-Pleyer-Stiftung eingerichtet wird. Solche meist unselbständige Stiftungen gibt es inzwischen an der Universität Marburg, der Technischen Universität Darmstadt (in der Verwaltung der Vereinigung von Freunden der TH zu Darmstadt), der Universität zu Köln (in der Verwaltung des Vereins zur Förderung des Instituts für Bankwirtschaft und Bankrecht). Zweck dieser Stiftungen ist u. a. die Förderung von Forschung und Lehre auf unterschiedlichen Rechtsgebieten.